# Martin Janíček
Martin Janíček (* 1961, Praha, Československo) je zvukový umělec, sochař a hudebník. Zkoumá akustické kvality různých materiálů, a tvoří vlastní hudební nástroje. Často vytváří interaktivní zvukové objekty, instalace, minimalistické formy. Charakteristický je jeho site - specific přístup k práci, od roku 2000 je členem občanského sdružení mamapapa (interaktivní a site-specific projekty, vzdělávání v oblasti světelného a zvukového designu, divadlo jako sociální akt). S o.s. mamapapa realizoval řadu významných lokálních i mezinárodních projektů: Srdce PQ 2003, Industriální safari-Kladno 2005, Proroci písma-2006-2009, Construcktion-Connextion 2007, Phonart- Lost Languages 2010- 2011.

## Studium
Vyučil se v oboru kovolijec-cizelér, poté vystudoval Střední školu uměleckých řemesel v Praze. Je absolventem Akademie výtvarných umění v Praze, intermediální atelier – Milan Knížák, video-atelier – Michael Bielický, konceptuální atelier – Miloš Šejn. Studoval také v zahraničí – Nottingham Polytechnic, UK, Tempus program a Glasgow School of Art, UK, studentská výměna. V letech 1997 – 2002 působil jako asistent konceptuálního atelieru profesora Miloše Šejna.

## Samostatné výstavy
- Zvukové prostory – galerie U Řečických, 1992, Praha
- Stopy zvuku – galerie Červená tráva, 1993, Praha
- Zvuková instalace – Orgelfabrik galerie, 1994, Karlsruhe
- Instalace-Zvuková krajina – Muzeum a galerie Jičín, Valdštejnská lodžie, 2005, Jičín
- Kaligrafie zvuku – instalace kreseb podle zpěvu Galerie Makráč, 2010, Praha

## Skupinové výstavy
- symposium Hermit v Plasích, 1992 – 1995
- Orbis Fictus – symposium Hermit v Plasích, Valdštejnská jízdárna, 1995, Praha
- Jitro kouzelníků – Národní galerie, 1997, Praha
- Hnízda her – Galerie Rudolfinum, 2000, Praha
- RPI Troy – 2002, New York, USA
- Recontres International – Podevil, 2003, Berlín
- Interaktivní instalace Expo Aichi, 2005, Japonsko
- Phoenix Studios – rezidence, 2005, Brighton, UK
- Orbis Pictus České centrum, 2006, Paříž, Francie
- Labyrint světla – Čistička odpadních vod, 2009, Praha
- Espacos Interactivos – European Cultural Metropolis, 2001, Porto
- Krajiny lidského těla – Minor – divadelní galerie, 2011, Praha

## Koncerty
- Fylkingen Music Centre, 1998, Švédsko
- Experimental intermedia festival společně s M.Delia a M.Northam, 2002, New York,USA
- Alte Schmiede – koncert s One Night Band, 2004, Vídeň, Rakousko
- Živý hudební doprovod k němému filmu W. Pabsta: Geheimnisse Einer Seele, společně s M. Zabelka, F. Hautzinger, Z. Mani, live-video editace: Mia Makela -Konzerthaus Wien, 2009, Vídeň, Rakousko
- New Music Instrumnet Competition, 2010, Atlanta, USA
- Koncert v ČND společně s Phill Niblock, Byron Westbrook, 2010, New York
- Koncert s If Bwana, Phill Niblock, Katarina Liberowskaya – video Skleněná louka, 2010, Brno
- Echofluxx festival  – Trafačka, 2011
- Tančící vesnice, 2011, Kosoř

## Radioakustické kompozice
- Odraz 808 – zvuková kompozice pro ČR3- Vltava- Premedice, 2004
- SSHHhh – B.Pisek Maja Ratke -Kunstradio, 2009
- Greith Kantate – Kunstradio, 2009
- Distant Dialogues- Kunstradio, 2011, Wien
- Phonart radio network – 2011

## Spolupráce s umělci
Tomáš Žižka, Miloš Vojtěchovský, Miloš Šejn, Frank van de Ven, Petr Nikl, V.a I. Havlovi, Ondřej Smeykal, Milan Cais, Jaroslav Kořán, Jan Dufek, Radim Labuda, Tomáš Procházka, Handa Gote, Robert Smolík, Petr Ferenc, Bethany Lacktorin, Guy van Belle, Hearn Gadbois, Dan Senn, Bruno Pisek, Gloria Dimun, Mia Zabelka, Zahra Mani, Franz Hautzinger, Martin Sievert, If Bwana, Michael Delia, Michael Northam, Gill Arno, Phill Niblock, Agnes Kutas, Rudolf Šmíd, Dragan Stojčevski, Jan Holeček.

## Zastoupení ve sbírkách
- Národní galerie v Praze
- Oblastní galerie Polička
- John Rose Violin Museum -Violín, Slovensko
- soukromé sbírky

## Publikace
- Petr Nikl aneb... – souhrn dokumentace výstav Hnízda her – 2001, Expo- Aichi, Japonsko, 2005
- Další podivné vrstvy – Petr Ferenc- His Voice 1/ 2005, str 14
- Orbis Pictun – 2006 – 2010
- Waldpress – 2009

## CD
- Katalog – 1996
- .......... – One Night Band – M.Zabelka, Z. Mani, M.Liou
- Mayrau – +Bethany Lacktorin – housle, elektronika, 2008
- Stíne, mé světlo – kompozice inspirovaná cyklem kreseb A.Šimotové! – 2009 + B.Lacktorin
- Tah – M. Janíček, P.Ferenc – 2011, hudební vydavatelství Polí 5